# 종교가 한국 미술에 미친 영향
한국 미술은 항상 불교, 샤머니즘, 도교, 이후 기독교와 같은 동시대 미술의 영향을 많이 받아왔다. 이러한 영향은 산수화, 조각 등과 같은 일부 주요 한국 예술 형식을 분석할 때 매우 뚜렷하게 나타난다. 한국 문화와 예술은 항상 사람들의 행동과 사고 과정을 형성하는 풍부한 종교적 요소의 영향을 많이 받아 왔다. 한국 역사 초기에는 종교적, 정치적 기능이 동일했으나 점차 분리되었다.

## 한국 미술에서 산수화의 중요성
산수화는 점차 한국 예술과 문화의 가장 두드러지고 필수적인 측면 중 하나가 되었다. 인간의 활동보다 자연에 우월한 가치를 부여하는 유교, 성리학 철학의 영향이 컸기 때문이다. 이러한 믿음에 따르면 자연이나 산수화는 인간의 영역을 넘어서는 지성과 겸손의 배양으로 작용한다.
한국의 고려 시대(918-1392)에 산수화는 중요한 예술 형식으로 등장했다. 고려와 중국 송나라(960~1279)의 문화교류의 결과, 고요한 자연을 배경으로 거대한 산수화를 그린 산수화는 점차 한국에서 인기를 끌게 되었다.

## 불교가 한국 미술에 미친 영향
불교는 7세기부터 14세기까지 한국 엘리트층에 지대한 영향을 미쳤기 때문에 한국의 국교로 남아 있었다. 삼국 시대 (중국) 4세기(기원전 57년~서기 668년)에 중국에서 처음으로 전해졌다.
5세기 또는 6세기의 초기 불상과 기타 신상은 길쭉한 얼굴, 강한 얼굴 특징, 옷의 주름, 뻣뻣한 중앙 자세, 연꽃을 주요 장식으로 사용하는 등 중국 문체적 특징의 영향을 분명히 반영한다. 이 예복은 한국 미술에 불교 상징이 전반적으로 포함되어 있고 불교, 도교, 무속, 유교 모티프가 공존하는 것을 반영한다. 7~8세기에 한국 불상은 양식적으로나 개념적으로나 변화를 겪었다. 나중에 존 카터 코벨(Jon Carter Covell)이 지적했듯이, "관음"으로 널리 알려진 13세기와 14세기 한국 미술의 보살상은 동양과 서양, 즉 기독교와 불교의 조화로 볼 수 있으며, 그녀의 작품에 반영되어 있다. 꽃병에 버드나무 가지를 치유하고 있고, 반대편에는 무릎을 굽힌 아이가 있다. 이는 한국미술에 있어서 종교의 영향을 보여주는 전형적인 사례 중 하나로 볼 수 있다.
불교 예술은 당시 지배계급의 종교적 강렬함과 정치적 동기를 모두 대표했다.